# Nothria textor
Nothria textor är en ringmaskart som beskrevs av Hartman och Fauchald 1971. Nothria textor ingår i släktet Nothria och familjen Onuphidae.
Artens utbredningsområde är Mexikanska golfen. Inga underarter finns listade i Catalogue of Life.